# 沙河乡 (垫江县)
沙河乡，是中华人民共和国重庆市垫江县下辖的一个乡镇级行政单位。

## 行政区划
沙河乡下辖以下地区：
沙河社区、麻柳村、宝顶村、南山村和安全村。